# Amie
『Amie』（あみ）は、講談社からかつて発行されていた月刊漫画雑誌。雑誌名の由来はフランス語で「友達」を意味する「amie」。1997年1月創刊。「ちょっと大人のなかよし」をキャッチフレーズに、『なかよし』を卒業した年齢を対象にした少女漫画を掲載。Amie活字シアターと称して小説も掲載した。
人気漫画家を抱え人気作品もあったが、発行部数が伸びず1998年6月に休刊した。その後は『なかよし』の増刊として不定期に発行されたが、1999年初夏号以降は発行がなく、事実上の廃刊となった。連載されていた作品は『なかよし』『なかよしラブリー』に移行するか、書き下ろしとなっている。一説には『なかよし』の不振のあおりを食らったとも言われている。『ARiA』が創刊された2010年まで講談社に後継の漫画雑誌はなく、『Amie』で執筆・デビューした漫画家があぶれる事態が生じた。

## 掲載された漫画

### あ行
- 愛は惜しみなく奪うモノ（猫部ねこ）1997年2月号 - 1998年7月号
- 青いチョコレート（桜井明子）1998年2月号
- AQUAの季節（芳崎せいむ）1998年6月号・7月号
- 悪霊がいっぱい!?（いなだ詩穂、原作:小野不由美）1998年1月号 - 5月号
- 亜美も応援するAmie4コマ（柴田亜美）1997年2月号
- アメリカ（向坂桂子）1997年5月号 - 9月号
- 行け行け！ルナティック・ガール（あめたまよ）1999年初夏号
- いちご実験室（山名沢湖）1997年10月号
- イチドキリ（楠木うたえ）1997年10月号 - 1999年初夏号
- うしろの正面だあれ？（紫部さかな）1998年1月号 - 1998年7月号
- 歌姫のために（笹野鳥生）1999年初夏号
- Aガールジャム（紫部さかな）1997年5月号 - 1998年7月号
- エヴァ・グリーン -君のいる場所-（水沢友希）1997年11月号
- 笑顔の行方（たておか夏希）1998年6月号
- エディアカラズ・ガーデン（狭霧家薫）1998年1月号
- エンジェリック・ハウス（安野モヨコ）1997年8月号 - 1998年クリスマス特別号
- 押し入れ（山岸凉子）1997年12月号
- おとーさんといっしょ（真伊藤）1997年3月号 - 1998年7月号
- ORIGINAL SIN（渡辺直美）1997年6月号・7月号
- オレンジ（桜井明子）1997年12月号

### か行
- 格闘小娘JULINE（垣野内成美）1997年2月号 - 1998年クリスマス特別号
- 風のゆくえ天のめぐり（芳崎せいむ、設定協力:桃李仙）1997年2月号 - 11月号
- 彼女はそれを我慢できない（藤堂はくる）1998年4月号
- 彼はカリスマ（海野つなみ）1997年8月号 - 11月号
- Kissの事情（海野つなみ）1997年2月号 - 6月号
- 奇跡の春（海野つなみ）1999年初夏号
- ぎっくりお兄さん物語（あめたまよ）1998年6月号
- 君が君であるために（松本洋子）1998年5月号 - 7月号
- 君におくる花束（神崎裕）1997年2月号
- 君に伝えたかったこと（戸川あき）1999年初夏号
- CLOVER（CLAMP）1997年2月号 - 1998年3月号・1998年クリスマス特別号・1999年初夏号
- けん・けん・ぱっ！（真伊藤）1998年クリスマス特別号
- ケンジ（笹野鳥生）1998年6月号
- 恋呪い（大橋薫）1997年10月号
- 御主人様の言うとおり（大橋薫）1997年4月号
- 子供部屋のクローゼットノーツ（寺田克也、協力:佐藤嗣麻子・七月鏡一）1997年10月号
- コマンドはGO HAPPY（秋元奈美）1997年5月号
- こんにちは パパママ（柴田亜美）1997年4月号

### さ行
- サーヤ（笹野鳥生）1998年クリスマス特別号
- 三月ラブレター（笹野鳥生）1998年4月号
- しあわせモットー！（原明日美）1999年初夏号
- SHE'S A エージェント（藤堂はくる）1997年10月号
- ジェー -天使よ故郷を見よ-（安永圭）1997年9月号 - 11月号・1998年7月号
- 四月にはレンゲ畑（西炯子）1998年1月号
- ジャストフレンド（小坂理絵）1999年初夏号
- 10月の神様（いのせかおり）1998年5月号
- 白猫狂想曲（野村あきこ）1998年クリスマス特別号
- シンシアリー（小坂理絵）1998年クリスマス特別号
- スイート・レイン（山名沢湖）1999年初夏号
- スウィート・ボム（神崎裕）1998年5月号
- "好き"のレシピ（水沢友希）1998年3月号
- 聖痕 -impression-（渡辺直美）1997年12月号 - 1998年7月号
- 1945（向坂桂子、監修:若林ひとみ）1997年2月号 - 4月号
- その天使キョーボーにつき（藤堂はくる）1998年7月号
- その瞳に恋してる（池ノ上たまこ）1997年4月号
- 空の約束（水沢友希）1998年クリスマス特別号

### た行
- ツイてる男'99（藤堂はくる）1999年初夏号
- 爪先立ちて歩く幽霊（岡崎武士、原作:佐藤嗣麻子）1997年2月号
- 剣姫鎮魂曲（野村あきこ）1999年初夏号
- Telescope Diaries（海野つなみ）1998年2月号 - 1998年クリスマス特別号
- ドリームネットPAPA（柴田亜美）1997年6月号 - 1999年初夏号
- ドロップ（笹野鳥生）1997年12月号

### な行
- NERVOUS VENUS（早稲田ちえ）1997年2月号 - 1999年初夏号
- 眺めのいい場所（たておか夏希）1999年初夏号
- 夏休みが待ち遠しい（山名沢湖）1997年5月号 - 7月号
- ナフナフさん（ナフタレン水嶋）1999年初夏号
- なみだのほとり（たておか夏希）1997年6月号
- No Mercy -非情-（大橋薫）1998年7月号

### は行
- ハートを召し上がれ（池ノ上たまこ）1997年2月号
- パーフェクト・ルーム（ひうらさとる）1997年9月号
- BAD4GOOD（北野タケコ）1997年2月号 - 1999年初夏号
- バニシング・ツイン（大橋薫）1998年1月号
- ひみつの木霊箱（エコーボックス）（藤たまき）1997年8月号・12月号 - 1998年クリスマス特別号
- ファースト・デート（たておか夏希）1997年2月号
- ファミリィ・ガーデン（笹野鳥生）1997年7月号 - 9月号
- 14years（芳崎せいむ）1998年2月号
- ペッパーベイブ（桜井明子）1997年5月号
- HEAVEN'S DOOR（渡辺直美）1997年2月号・3月号
- ポチにおまかせ！（真伊藤）1999年初夏号

### ま行
- マイ・ガール（笹野鳥生）1997年4月号
- まかせろ！（橘皆無）1998年6月号
- ミスティック・レター（桜井明子）1998年4月号
- ミルク（笹野鳥生）1998年2月号
- メディア（山岸凉子）1997年3月号

### や行
- 闇は集う（松本洋子）1997年10月号・11月号
- 夜の馬（山岸凉子）1998年3月号

### ら行
- リトルクリスマス（紫部さかな）1997年12月号
- 霊子ちゃんといっしょ（大橋薫）1997年7月号
- レイン・キス（武内直子）1997年3月号
- 倫敦館夜想曲（野村あきこ）1997年10月号

### わ行
- ワイルドストロベリー（森ちづる）1997年5月号

## Amie活字シアター
1997年2月号
走無常（田中芳樹、イラスト：高田明美）
1997年3月号・4月号
香港超常現象捜査官番外編 無問題（星野ケイ、イラスト：安永圭）
1997年5月号・6月号
TALE OF A VAMPIRE（佐藤嗣麻子、イラスト：田村由美）
1997年7月号・8月号
空牙（梶研吾、イラスト：山田章博）
1997年9月号
闇月夜（加門七海、イラスト：CLAMP）
1997年10月号
マゼンタ色の黄昏 -マリア外伝-（榛名しおり、イラスト：池上沙京）
1997年12月号・1月号
香港超常現象捜査官外伝 加油！〜ドラゴン・リターンズ〜（星野ケイ、イラスト：安永圭）
1998年クリスマス特別号
夜の孔雀（加門七海、イラスト：CLAMP）

## コミックエッセイ ハマってますマイ・ブーム
- 1997年2月号 - 池沢理美
- 1997年3月号 - 秋元奈美
- 1997年4月号 - 西炯子
- 1997年5月号 - 萩尾望都
- 1997年6月号 - 安永圭
- 1997年7月号 - 碧也ぴんく
- 1997年8月号 - 大橋薫
- 1997年9月号 - 山岸凉子
- 1997年10月号 - 安野モヨコ
- 1997年11月号 - 藤たまき
- 1997年12月号 - 柴田亜美
- 1998年1月号 - 芳崎せいむ
- 1998年2月号 - 藤臣柊子
- 1998年3月号 - 武内直子
- 1998年4月号 - ひうらさとる
- 1998年5月号 - 橘皆無
- 1998年6月号 - いなだ詩穂
- 1998年7月号 - CLAMP

## Amie新人まんが賞
第1回（1997年8月号）
準入選：藤堂はくる、水沢友希
第2回（1998年2月号）
準入選：いのせかおり
参考作品：あめたまよ

## 名称の由来
amieはフランス語で「友達」を意味する名詞amiの女性形。フランス語の単語としてはintimeのほうが「なかよし」の直訳に近い。しかし、「イン・タイム」（in time）と誤読される恐れもあり、さらにフランス語の発音規則で冒頭のiをカタカナのア行で読み替えることは、英語の方が浸透している中学生世代にとっては違和感を覚える可能性もあっての考慮と思われる。

## AmieKC
- 同世代の少女の対象としているKCF\KCフレンドや対象年齢が低めのKCN\KCなかよしとは全く異なるデザインを用いており、イニシャルのAをデザイン図案化して下にKCと入っている。1998年から廃止される2001年まで用いている。